# Den lille afskyelige snemand
Den lille afskyelige snemand er en amerikansk animationsfilm fra 2019. Filmen er produceret af DreamWorks Animation.

## Medvirkende
- Fanny Leander Bornedal som Yi (stemme)
- Sigurd Philip Dalgas som Peng (stemme)
- Oliver Berg som Jin (stemme)
- Jesper Asholt som Hr. Burnish (stemme)
- Johanne Louise Schmidt som Dr. Zara (stemme)
- Vigga Bro som Nai Nai (stemme)